# Mallinella lisongi
Espèce
Mallinella lisongi est une espèce d'araignées aranéomorphes de la famille des Zodariidae.

## Distribution
Cette espèce est endémique de la province de Vĩnh Phúc au Viêt Nam. Elle se rencontre dans le parc national de Tam Đảo.

## Description
Le mâle holotype mesure 5,28 mm et la femelle paratype 5,19 mm.

## Systématique et taxinomie
Cette espèce a été décrite par Lin et Li en 2023.

## Étymologie
Cette espèce est nommée en l'honneur de Song Li.

## Publication originale
- Lin, Li & Pham, 2023 : « Taxonomic notes on some spider species (Arachnida: Araneae) from China and Vietnam. » Zoological Systematics, vol. 48, no 1, p. 1-99.